# حد إمكانية الإنتاج
حد إمكانية الإنتاج (بالإنجليزية: production–possibility frontier اختصارًا PPF)‏ ويطلق عليه في بعض الأحيان منحنى إمكانيات الإنتاج أو منحنى تحويل الإنتاج في الاقتصاد، هو رسم بياني يظهر مجموعات كميات اثنين من السلع الأساسية التي من الممكن إنتاجها باستخدام إجمالي المقدار الثابت لكل عنصر إنتاج. يحدد منحنى حد إمكانية الإنتاج مجموعة الإنتاج لكميات المدخلات الثابتة بيانيًا، ويظهر أقصى مستوى للإنتاج الممكن لسلعة ما لأي مستوى إنتاج لغيره في ظل الحالة الراهنة للتكنولوجيا. وعند القيام بذلك، تعرف الكفاءة الإنتاجية في سياق مجموعة الإنتاج تلك بأنها: نقطة على الحد تشير إلى الاستخدام الكفء للمدخلات المتوفرة، في حين أن النقطة أسفل المنحنى تشير إلى عدم الكفاءة. يتم تحديد الفترة الزمنية وتكنولوجيات الإنتاج وكميات المدخلات المتوفرة. ومن الممكن أن تكون السلع محل المقارنة بضائع أو خدمات.
عادة ما يرسم منحنى حد إمكانية الإنتاج بحيث يكون مقوسًا لأعلى («مقعرًا») من الأصل ولكنه قد يكون ممثلاً بتقويس إلى أسفل أو خطيًا (خط مستقيم)، اعتمادًا على عدد من العوامل. ومن الممكن استخدام حد إمكانية الإنتاج لتفسير عدد من المفاهيم الاقتصادية، مثل ندرة الموارد (أي المشكلة الاقتصادية الأساسية التي تواجه جميع المجتمعات)، وتكلفة الفرصة البديلة (أو النسبة الحدية للتحويل الإنتاجي)، والكفاءة الإنتاجية، وكفاءة توزيع الموارد، ووفورات الحجم. كما ينتج التحول الخارجي لنتائج حد إمكانية الإنتاج من زيادة توفر المدخلات مثل رأس المال المادي أو العمالة، أو التقدم التكنولوجي في معرفتنا بكيفية تحويل المدخلات إلى مخرجات. ويتيح مثل هذا التحول تحقيق نمو اقتصادي لاقتصاد يعمل بالفعل بكامل إنتاجيته (على حد إمكانية الإنتاج)، وهو ما يعني أن كثيرًا من كل من المخرجات يمكن إنتاجهما أثناء الفترة الزمنية المحددة دون التضحية بمخرج أي سلعة. وعلى العكس، يكون التحول للداخل في منحنى إمكانية الإنتاج إذا تضاءلت القوى العاملة، أو استنفدت إمدادات المواد الخام، أو قللت كارثة طبيعية من مخزون رأس المال المادي. ومع ذلك، فلا تعكس معظم الانكماشات الاقتصادية أنه لا يمكن إنتاج سوى القليل فقط، ولكن أن الاقتصاد قد بدأ يعمل دون الحد-عادة ما تكون العمالة ورأس المال المادي جزئية التوظيف. وتُظهر المجموعة الممثلة بالنقطة على منحنى حد إمكانية الإنتاج -حيث يعمل الاقتصاد- أولويات الاقتصاد أو خيارته، مثل خيار إنتاج سلع رأسمالية والسلع النهائية أكثر أو العكس.

## مؤشرات

### الكفاءة

مثال لمنحنى حد إمكانية الإنتاج مع نقاط توضيحية محددة.

يظهر منحى حد إمكانية الإنتاج أنه يأخذ شكل المنحنى على اليمين. وحتى يزيد الاقتصاد كمية إنتاج منتج ما، يجب التضحية بالمنتج الآخر. وهكذا يجب التضحية بإنتاج الزبدة لصالح إنتاج المزيد من البنادق. فيمثل منحنى حد إمكانية الإنتاج مقدار ما يجب التضحية به من المنتج الأخير لصالح زيادة إنتاج المنتج السابق.
ويعد هذا العالم الذي يتألف من سلعتين تبسيطًا نظريًا، نظرًا لصعوبة التحليل البياني للعديد من السلع. فإذا كنا مهتمين بسلعة واحدة، من الممكن الحصول على نتيجة مركبة لغيرها من البضائع باستخدام تقنيات مختلفة. وعلاوة على ذلك، من الممكن تعميم نموذج الإنتاج باستخدام تقنيات ذات أبعاد أعلى مثل تحليل العنصر الرئيسي (PCA) وغيره.
فعلى سبيل المثال، بافتراض أن عرض عناصر الإنتاج للاقتصاد لا تتغير بمرور الزمن، فحتى تتمكن من إنتاج المزيد من الزبدة، سوف يتم التضحية بإنتاج «البنادق». فإذا تحققت الكفاية الإنتاجية، فإن الاقتصاد يتمكن من الاختيار بين مجموعات (أي نقاط) على حد إمكانية الإنتاج: ب إذا كانت البنادق محل الاهتمام، وج إذا كان من الضروري إنتاج المزيد من الزبدة، ود إذا كان المطلوب إنتاج كميات متساوية من الزبدة والبنادق.

## مقالات ذات صلة
- إمكانات اقتصادية